# آنتیوخوس یکم
آنتیوخوس یکم سُوتِر (به یونانی باستان: Ἀντίοχος Σωτήρ، Antíochos Sōtér؛ به معنی «آنتیوخوس ناجی»؛ حدود ۳۲۴ یا ۳۲۳ تا ۲ ژوئن ۲۶۱ پ.م.) پادشاهی یونانی امپراتوری سُلوکی بود. آنتیوخوس در سال ۲۸۱ پ.م. جانشین پدرش سُلوکوس شد و در دوره حکومتش بی‌ثباتی بسیاری شکل گرفت که تا حد زیادی بر آن‌ها فائق آمد، تا اینکه در ۲ ژوئن ۲۶۱ پ.م. درگذشت. او آخرین فرمانروایی است که عنوان «پادشاه کائنات» به او نسبت داده شده‌است.

## زندگی
پدر آنتیوخوس سُلوکوس[۵][۶] و مادرش آپاما، دختر اسپیتامن[۷][۸] بود، سلوکیان ادعای دروغینی داشتند مبنی بر اینکه آپاما دختر داریوش سوم است، تا بدین صورت خود را به عنوان وارثان هخامنشیان و مقدونیان نشان داده و بدین ترتیب به اربابان مشروع و قانونی یونان، غرب آسیا و آسیای مرکزی تبدیل شوند.[۱۱]
آنتیوخوس در سال ۲۹۴ پ.م.، پیش از مرگ پدرش سُلوکوس، با نامادری خود، ستراتونیس، دختر دمتریوس پلیورکتس ازدواج کرد. منابع باستانی گزارش می‌دهند که سُلوکوس پس از آگاهی از عشق دیوانه‌وار آنتیوخوس به ستراتونیس، که سبب شده بود او به شدت بیمار شده و در بستر مرگ قرار گیرد به ازدواج ستراتونیس و آنتیوخوس رضایت داد. [۱۲] ستراتونیس پنج فرزند به نام‌های سُلوکوس (که بعداً به دلیل شورش اعدام شد)، لائودیس، آپاما دوم، ستراتونیس دوم و آنتیوخوس دوم که جانشین پدرش به عنوان پادشاه شد را برای آنتیوخوس به دنیا آورد.
پس از ترور سُلوکوس در سال ۲۸۱ پ.م.، حفظ یکپارچگی امپراتوری سُلوکی بسیار دشوار بود. تقریباً بلافاصله، شورش‌هایی در سوریه آغاز شد. به همین دلیل آنتیوخوس مجبور شد با قاتل پدرش، بطلمیوس سرانوس، صلح کند، ظاهراً مقدونیه و تراکیه را رها کرد. در آناتولی، او نتوانست پادشاهی‌های ایرانی بیتینیا یا کاپادوکیه مطیع گرداند. [۱۰]
در سال ۲۷۸ پ.م.، گال‌ها وارد آناتولی شدند. در سال ۲۷۵ پ.م. آنتیوخوس توانست، با استفاده از فیل‌های جنگی بر گال‌ها پیروز شود و بدین سبب به لقب سُوتر مشهور شد. [۱۰]
در پایان سال ۲۷۵ پ.م.، مسئله بیابان شام پیش آمد. این یک اختلاف ریشه‌دار میان سلوکی‌ها و بطلمیوسی‌ها بود که از سال ۳۰۱ پ.م. و در پی جنگ یکم سوریه آغاز شده بود. در پی این جنگ‌ها قلمرو سوریه بصورت مداوم دست به دست می‌شد اما در نهایت در مرز های آنان تفاوتی حاصل نشد.[۱۰]
در سال ۲۶۸ پ.م.، آنتیوخوس بنیاد معبد عزیدا را در بورسیپا گذاشت. [۱۸] پسر ارشد او، سُلوکوس، از حدود سال ۲۷۵ پ.م. تا سال ۲۶۸/۲۶۷ پ.م. به عنوان نایب‌السلطنه در شرق امپراتوری حکومت می‌کرد؛ اما آنتیوخوس در سال آخر حکومتش پسرش را به اتهام شورش به قتل رساند. در حدود سال ۲۶۲ پ.م.، آنتیوخوس تلاش کرد تا قدرت رو به رشد پرگامون را در هم بشکند، اما در نزدیکی سارد شکست خورد و اندکی پس از آن درگذشت[۱۰] و پسر دومش، آنتیوخوس دوم در سال ۲۶۱ پ.م. جانشین او شد. [۱۹]

### شهر آی‌خانوم
تحلیل‌های اخیر قویاً نشان می‌دهد که شهر یونانی آی‌خانوم، واقع در ولایت تخار، شمال افغانستان، در محل تلاقی رودخانه پنج و رودخانه کوکچه و در آستانه شبه‌قاره هند، حدود سال ۲۸۰ قبل از میلاد توسط آنتیوخوس اول تأسیس شده است. [۲۰][۲۱]

## مستعمره سازی
آنیتوخوس یکم در ادامه سیاست پدرش برای ایجاد یک سلسله، به مستعمره سازی قلمروی سابق هخامنشیان پرداخت.